# パーティ★モンスター
『パーティ★モンスター』（Party Monster）は、2003年に製作されたアメリカ映画。1990年代初頭のニューヨークにおいて「パーティ・モンスター」と呼ばれたオーガナイザー、マイケル・アリグの半生を描く。
サンダンス映画祭コンペティション部門、ベルリン国際映画祭パノラマ部門、エディンバラ国際映画祭ガラ部門出品作。

## ストーリー
ニューヨークのクラブシーンで、もはやカリスマとなっていたマイケル・アリグは、次々と奇抜で挑発的なパーティをプロデュースしていた。やがてその人気が彼自身を追いつめていく。

## キャスト
※括弧内は日本語吹替
- マイケル・アリグ - マコーレー・カルキン
- ジェイムズ・セント・ジェイムズ - セス・グリーン（三ツ矢雄二）
- ギッツィ - クロエ・セヴィニー
- クリスティーナ - マリリン・マンソン
- エルク - ダイアナ・スカーウィッド
- ピーター・ガティエン - ディラン・マクダーモット
- ナターシャ - ミア・カーシュナー
- キオキ - ウィルマー・バルデラマ
- エンジェル - ウィルソン・クルーズ
- フリーズ - ジャスティン・ヘイゲン
- ブルック - ナターシャ・リオン
- トークショーのホスト - ジョン・ステイモス